# Sonny Wood
Robert Wood, detto Sonny (Birmingham, 31 dicembre 1922 – New York, 11 luglio 1970), è stato un cestista statunitense, professionista nella NBL.

## Carriera
Giocò per una stagione (1948 - '49) nella NBL, disputando complessivamente 40 partite con 6,7 punti di media.

## Palmarès
- All Tournament First Team WPBT (1944)